# Verkehrsgesellschaft Prignitz
Die Verkehrsgesellschaft Prignitz mbH (VGP) ist ein regionales ÖPNV-Managementunternehmen in Eigentümerschaft des Landkreises Prignitz mit Sitz in Perleberg. Seit 1999 ist die VGP Mitglied im Verkehrsverbund Berlin-Brandenburg.
Im Zuge einer europaweiten Ausschreibung des Landkreises Prignitz verlor die VGP im Sommer 2016 ihre Verkehre. Bis zum 31. Juli 2026 bedient die ARGE Prignitzbus die Linien im Landkreis. Ab 1. August 2026 wird die VGP den Linienbetrieb wieder übernehmen.

## Geschichte
Die Verkehrsgesellschaft Perleberg – Pritzwalk mbH wurde am 31. März 1992 gegründet und am 5. März 1996 aufgrund der Kreisgebietsreform in Verkehrsgesellschaft Prignitz mbH umbenannt.

## Buslinien
Die VGP-Auftragsunternehmen betrieben im Landkreis Prignitz Omnibusse auf 45 Linien, hauptsächlich im Schülerverkehr. Darüber hinaus verkehren auch Busse in die angrenzenden Landkreise Ostprignitz-Ruppin und Ludwigslust-Parchim. Die VGP selbst mit ihren vier Mitarbeitern erbrachte keine Verkehrsleistungen, sondern hat lediglich steuernde und koordinierende Aufgaben gehabt. Ab 1. August 2026 wird die VGP mit ca. 40 eigenen Bussen und angemieteten Bussen regionaler Partner neu die direkte Leistungserbringung organisieren und durchführen.

### Linienübersicht
| Linie | Verlauf                                                          | Tage  |
| ----- | ---------------------------------------------------------------- | ----- |
| 901   | Pritzwalk – Kyritz – Nauen                                       | Mo–Fr |
| 902   | Stadtverkehr Pritzwalk                                           | Mo–Fr |
| 903   | Pritzwalk – Steffenshagen – Pritzwalk                            | Mo–Fr |
| 904   | Putlitz – Berge – Karstädt                                       | Mo–Fr |
| 905   | Pritzwalk – Mesendorf – Groß Pankow                              | Mo–Fr |
| 906   | Pritzwalk – Kuhsdorf – Hoppenrade – Lindenberg                   | Mo–Fr |
| 907   | Pritzwalk – Seefeld – Groß Woltersdorf – Brünkendorf – Pritzwalk | Mo–Fr |
| 908   | Pritzwalk – Meyenburg – Jännersdorf – Parchim                    | Mo–Fr |
| 909   | Pritzwalk – Preddöhl – Gerdshagen – Meyenburg                    | Mo–Fr |
| 910   | Pritzwalk – Rapshagen – Gerdshagen                               | Mo–Fr |
| 911   | Pritzwalk – Brügge – Halenbeck – Sadenbeck – Pritzwalk           | Mo–Fr |
| 912   | Pritzwalk – Heidelberg – Blumenthal – Grabow                     | Mo–Fr |
| 913   | Pritzwalk – Mertensdorf – Porep – Laaske – Putlitz               | tägl. |
| 914   | Putlitz – Porep – Mertensdorf – Triglitz – Putlitz               | Mo–Fr |
| 915   | Pritzwalk – Alt Krüssow – Kemnitz – Pritzwalk                    | Mo–Fr |
| 916   | Meyenburg – Schmolde – Meyenburg                                 | Mo–Fr |
| 918   | Pritzwalk – Perleberg                                            | Mo–Fr |
| 919   | Gaarz – Baarz – Kietz – Mödlich – Lenzen                         | Mo–Fr |
| 920   | Perleberg – Retzin – Wolfshagen – Seddin – Hellburg              | Mo–Fr |
| 922   | Perleberg – Kleinow – Klein Gottschow                            | Mo–Fr |
| 923   | Stadtverkehr Perleberg                                           | Mo–Fr |
| 924   | Wittenberge – Weisen – Perleberg                                 | tägl. |
| 925   | Wittenberge – Cumlosen – Lenzen                                  | tägl. |
| 926   | Perleberg – Lenzersilge – Wittenberge                            | Mo–Fr |
| 927   | Perleberg – Kyritz                                               | Mo–Fr |
| 928   | Perleberg – Karthan – Bad Wilsnack                               | Mo–Fr |
| 929   | Karstädt – Birkholz – Groß Warnow – Karstädt                     | Mo–Fr |
| 930   | Perleberg – Karstädt – Groß Warnow – Ludwigslust                 | Mo–Fr |
| 931   | Perleberg – Reetz – Berge                                        | Mo–Fr |
| 932   | Perleberg – Karstädt – Dallmin – Berge                           | Mo–Fr |
| 933   | Berge – Baek – Perleberg                                         | Mo–Fr |
| 934   | Perleberg – Reetz – Gülitz                                       | Mo–Fr |
| 935   | Perleberg – Bad Wilsnack – Glöwen                                | Mo–Fr |
| 936   | Bad Wilsnack – Söllenthin – Glöwen                               | Mo–Fr |
| 937   | Bad Wilsnack – Roddan – Perleberg                                | Mo–Fr |
| 938   | Wittenberge – Groß Breese – Hinzdorf – Bad Wilsnack              | Mo–Fr |
| 939   | Wittenberge – Klein Breese – Weisen – Schilde                    | Mo–Fr |
| 940   | Motrich – Bentwisch – Stadtverkehr Wittenberge                   | Mo–Fr |
| 941   | Stadtverkehr Wittenberge – Einkaufszentrum                       | Mo–Fr |
| 942   | Kyritz – Dannenwalde – Lindenberg                                | Mo–Fr |
| 943   | Kyritz – Kunow – Groß Welle – Lindenberg                         | Mo–Fr |
| 944   | Kyritz – Gumtow – Vehlin                                         | Mo–Fr |
| 945   | Kyritz – Vehlow – Schönebeck – Dannenwalde                       | Mo–Fr |
| 946   | Kyritz – Drewen – Vehlow – Kyritz                                | Mo–Fr |
| 947   | Grabow – Dannenwalde – Vehlow – Kyritz                           | Mo–Fr |

## Auftragsunternehmen
Im Auftrag der VGP verkehren derzeit keine Auftragsunternehmen: